# Tour de France 2019/8. Etappe
Die 8. Etappe der Tour de France 2019 fand am 13. Juli 2019 statt. Die 200 Kilometer lange hügelige Etappe führte von Mâcon nach Saint-Étienne. Der US-Amerikaner Tejay van Garderen (EF Education First) trat aufgrund eines Bruchs des linken Handgelenks, den er sich bei einem Sturz in der vorherigen Etappe zugezogen hatte, nicht mehr an. Der Etappenstart war um 12:10 Uhr am Place Lamartine am Ufer der Saône, der scharfe Start erfolgte um 12:24 Uhr beim Château de Saint-Léger.

## Rennverlauf
Gleich nach dem Start begannen Thomas De Gendt, Ben King und Niki Terpstra einen Fluchtversuch. Etwa 25 Kilometer später stieß noch Alessandro De Marchi dazu, sodass vier Fahrer ausgerissen waren. Der Vorsprung auf das Feld pendelte sich zwischen vier und fünf Minuten ein. Den Zwischensprint entschied Terpstra für sich, im Hauptfeld war Elia Viviani der Erste.
Auf dem Weg zum Côte de la Croix de Part attackierten De Gendt und De Marchi aus der Spitzengruppe. King und Terpstra hatten große Schwierigkeiten das Tempo mitzuhalten und fielen zurück. Am Gipfel des Côte de la Croix de Part hatte das Spitzenduo einen Vorsprung von etwa 3:50 Minuten zum Peloton. Bei der vorletzten Bergwertung schmolz der Vorsprung auf nur noch 2:40 Minuten. Im Hauptfeld hatten die Sprinter sowie Dylan Teuns und Tony Gallopin wiederholt Probleme und wurden abgehängt, einige Fahrer konnten sich aber bei den Abfahrten immer wieder herankämpfen. Das Team Astana sowie EF Education First verschärften noch mal das Tempo, sodass 25 Kilometer vor dem Ziel der Vorsprung des Spitzenduos nur noch bei 1:40 Minuten lag.
Kurz vor dem Anstieg zur letzten Bergwertung – 15 Kilometer vor dem Ziel – stürzte der Vorjahressieger Geraint Thomas, der von Michael Woods zu Fall gebracht wurde. Durch die Zuarbeit seiner Teamkollegen konnte er sich jedoch wieder an die Spitze des Hauptfeldes herankämpfen. Währenddessen setzte sich De Gendt von De Marchi ab und versuchte nun als Solist den Etappensieg. Wenige Kilometer vor dem Gipfel setzte im Peloton Julian Alaphilippe zur Attacke an, ihn begleitete Thibaut Pinot. Alaphilippe erreichte als Zweiter den Gipfel, wodurch er 5 Sekunden zum Gelben Trikot gutmachen konnte. In diesem Moment lag Alaphilippe in der Gesamtwertung nur noch 1 Sekunde hinter Giulio Ciccone zurück.
Die Verfolger Alaphilippe und Pinot erarbeiteten sich einen Vorsprung von 15 Sekunden zum Hauptfeld. De Gendt hatte ebenso 15 Sekunden Vorsprung zum Verfolgerduo. 5 Kilometer vor dem Ziel vergrößerte sich der Abstand leicht. Das Verfolgerduo konnte De Gendt nicht einholen. De Gendt erreichte mit 6 Sekunden Vorsprung das Ziel. De Gendt fuhr die gesamte Strecke an der Spitze und konnte alle sieben Bergwertungen für sich entscheiden, wodurch er von der Jury zum kämpferischsten Fahrer ernannt wurde. Pinot wurde Zweiter der Etappe, Alaphilippe Dritter – er übernahm wieder das Gelbe Trikot. Ciccone überquerte als 24. die Ziellinie. Die anderen Träger verteidigten ihre Trikots. Während der Etappenfahrt musste der Franzose Christophe Laporte die Tour wegen Krankheit aufgeben. Zum Zeitpunkt seines Ausstiegs lag er bereits über 20 Minuten hinter dem Peloton.

## Zeitbonus
| Zeitbonus an der Côte de la Jaillère | Zeitbonus an der Côte de la Jaillère |
| Fahrer                               | Zeitbonus                            |
| ------------------------------------ | ------------------------------------ |
| Thomas De Gendt (LTS)                | 8 Sekunden                           |
| Julian Alaphilippe (DQT)             | 5 Sekunden                           |
| Thibaut Pinot (GFC)                  | 2 Sekunden                           |

| Zeitbonus am Etappenziel | Zeitbonus am Etappenziel |
| Fahrer                   | Zeitbonus                |
| ------------------------ | ------------------------ |
| Thomas De Gendt (LTS)    | 10 Sekunden              |
| Thibaut Pinot (GFC)      | 6 Sekunden               |
| Julian Alaphilippe (DQT) | 4 Sekunden               |

## Bergwertungen
| Col de la Croix Montmain Kategorie 2 nach 51 km auf 737 m 6,1 km bei 7,0 % |                    |                            |        |
| 1.                                                                         | Belgien            | Thomas De Gendt (LTS)      | 5 Pkt. |
| 2.                                                                         | Vereinigte Staaten | Ben King (TDD)             | 3 Pkt. |
| 3.                                                                         | Italien            | Alessandro De Marchi (CCC) | 2 Pkt. |
| 4.                                                                         | Niederlande        | Niki Terpstra (TDE)        | 1 Pkt. |

| Col de la Croix de Thel Kategorie 2 nach 71 km auf 650 m 4,1 km bei 8,1 % |                    |                            |        |
| 1.                                                                        | Belgien            | Thomas De Gendt (LTS)      | 5 Pkt. |
| 2.                                                                        | Vereinigte Staaten | Ben King (TDD)             | 3 Pkt. |
| 3.                                                                        | Italien            | Alessandro De Marchi (CCC) | 2 Pkt. |
| 4.                                                                        | Niederlande        | Niki Terpstra (TDE)        | 1 Pkt. |

| Col de la Croix Paquet Kategorie 2 nach 84,5 km auf 598 m 2,1 km bei 9,7 % |                    |                            |        |
| 1.                                                                         | Belgien            | Thomas De Gendt (LTS)      | 5 Pkt. |
| 2.                                                                         | Vereinigte Staaten | Ben King (TDD)             | 3 Pkt. |
| 3.                                                                         | Italien            | Alessandro De Marchi (CCC) | 2 Pkt. |
| 4.                                                                         | Niederlande        | Niki Terpstra (TDE)        | 1 Pkt. |

| Côte d'Affoux Kategorie 3 nach 97 km auf 827 m 8,5 km bei 4,5 % |                    |                       |        |
| 1.                                                              | Belgien            | Thomas De Gendt (LTS) | 2 Pkt. |
| 2.                                                              | Vereinigte Staaten | Ben King (TDD)        | 1 Pkt. |

| Côte de la Croix de Part Kategorie 2 nach 133 km auf 738 m 4,9 km bei 7,9 % |                    |                            |        |
| 1.                                                                          | Belgien            | Thomas De Gendt (LTS)      | 5 Pkt. |
| 2.                                                                          | Italien            | Alessandro De Marchi (CCC) | 3 Pkt. |
| 3.                                                                          | Niederlande        | Niki Terpstra (TDE)        | 2 Pkt. |
| 4.                                                                          | Vereinigte Staaten | Ben King (TDD)             | 1 Pkt. |

| Côte d'Aveize Kategorie 2 nach 148,5 km auf 778 m 5,2 km bei 6,4 % |                    |                            |        |
| 1.                                                                 | Belgien            | Thomas De Gendt (LTS)      | 5 Pkt. |
| 2.                                                                 | Italien            | Alessandro De Marchi (CCC) | 3 Pkt. |
| 3.                                                                 | Vereinigte Staaten | Ben King (TDD)             | 2 Pkt. |
| 4.                                                                 | Spanien            | Omar Fraile (AST)          | 1 Pkt. |

| Côte de la Jaillère Kategorie 3 nach 187,5 km auf 689 m 1,9 km bei 7,8 % |            |                          |        |
| 1.                                                                       | Belgien    | Thomas De Gendt (LTS)    | 2 Pkt. |
| 2.                                                                       | Frankreich | Julian Alaphilippe (DQT) | 1 Pkt. |

## Aufgaben
- Tejay van Garderen (EF1): Nicht zur Etappe angetreten
- Christophe Laporte (COF): Aufgabe während der Etappe